# Contango

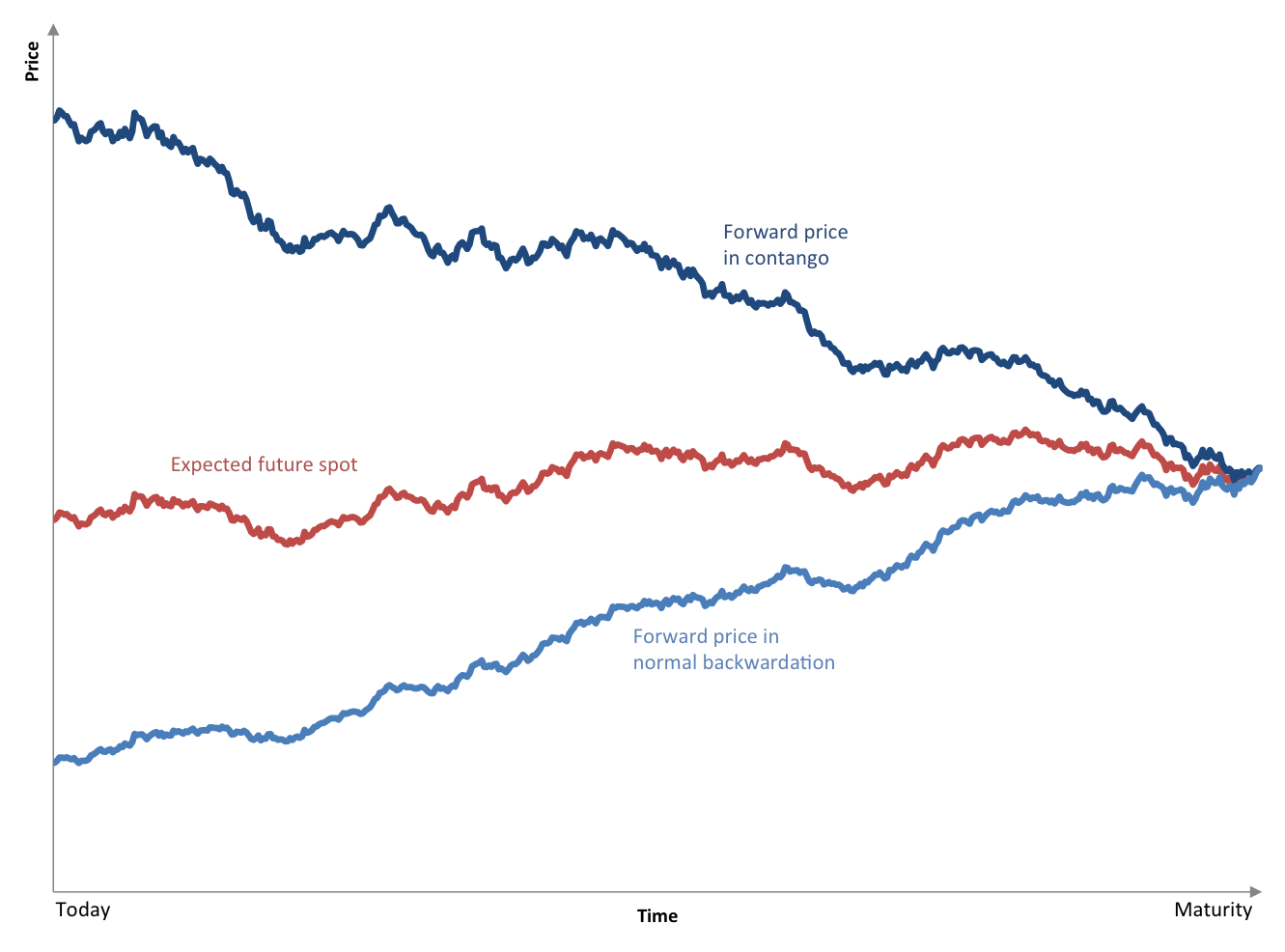
El gráfico muestra cómo el precio de un solo contrato de forward se comportará en el tiempo en relación con el precio futuro esperado en cualquier punto del tiempo. Un contrato de futuros en contango disminuirá en valor hasta que se iguala al precio spot del subyacente al vencimiento. Téngase en cuenta que en este gráfico no se muestra la curva de forward (que se grafica en contra de los vencimientos sobre la línea horizontal.

En el ámbito de los mercados de futuros, el término contango o mercado en contango, describe la situación del mercado de un producto o activo financiero, en la que el precio spot (precio del mercado de entrega inmediata) del activo es inferior al precio a futuro del mismo.
La situación de mercado en contango transmite que los actores del mercado (fabricantes del bien o empresas que utilizan el bien en su proceso productivo o especuladores) estiman que el precio del bien permanecerá estable o subirá en el futuro. La situación contraria es conocida como backwardation o bacvardación.
En los mercados de futuros se celebran contratos en los que se transmiten activos a un precio establecido en el momento de la contratación y que se entregarán en una fecha futura y determinada. En el mercado del petróleo por ejemplo, algunas situaciones de contango han reflejado expectativas de futuras tensiones en el abastecimiento y llevan a producir acumulación de inventarios en los compradores del bien ante la expectativa de subida del precio.
Un mercado en contango es normal para productos no perecederos que tiene un importante coste de transporte y almacenamiento. Estos costos incluyen los gastos de almacenamiento y los intereses no percibidos por el dinero invertido en el bien. Para los productos perecederos, las diferencias de precios entre precios próximos y lejanos de entrega no son un contango. En este caso, las diferentes fechas de entrega muestran productos completamente diferentes, ya que por ejemplo, los huevos frescos de hoy no van a seguir siendo frescos dentro de 6 meses, las letras del Tesoro de 90 días habrán vencido, etc.
Es importante entender las dinámicas de contango y bacvardación, para comprender situaciones como la ocurrida en mayo de 2020, donde el petróleo cotizó parcialmente en negativo. Esto fue principalmente debido a unos altos costes de almacenamiento y una demanda internacional en mínimos debido al miedo la pandemia del COVID-19.